# Fernando Climent
Fernando Climent Huerta, né le 26 juillet 1958 à Coria del Río, est un rameur d'aviron espagnol. 

## Biographie
Il a étudié au Collège de San Francisco de Paula.

## Carrière
Fernando Climent participe aux Jeux olympiques de 1984 à Los Angeles et remporte la médaille d'argent avec le deux sans barreur espagnol en compagnie de Luis María Lasúrtegui.